# Octotemnus glabriculus
Octotemnus glabriculus là một loài bọ cánh cứng trong họ Ciidae. Loài này được Gyllenhal miêu tả khoa học năm 1827.